# 小鵎鵼屬
是鴷形目鵎鵼科下的一個屬。本屬物種分佈於南美洲地區，目前下屬6個物種。

## 命名歷史
本屬為英國鳥類學家约翰·古尔德於1837年建立。其模式種後續在1855年由英國鳥類學家喬治·羅伯特·格雷指定為高氏小巨嘴鸟。其屬名來自古希臘語的（指月亮）及（指頸、領圈）組合而成。

## 下屬物種
本屬包含以下物種：
- 黄耳小巨嘴鸟 Selenidera spectabilis Cassin, 1858
- 圭亚那小巨嘴鸟 Selenidera piperivora (Linnaeus, 1758)
- 金领小巨嘴鸟 Selenidera reinwardtii (Wagler, 1827)
- 褐须小巨嘴鸟 Selenidera nattereri (Gould, 1835)
- 高氏小巨嘴鸟 Selenidera gouldii (Natterer, 1837)
- 点嘴小巨嘴鸟 Selenidera maculirostris (Lichtenstein, MHC, 1823)

## 外部連結
- 维基共享资源上的相關多媒體資源：小鵎鵼屬
- 維基物種上的相關：小鵎鵼屬